# Alexander Sollfrank

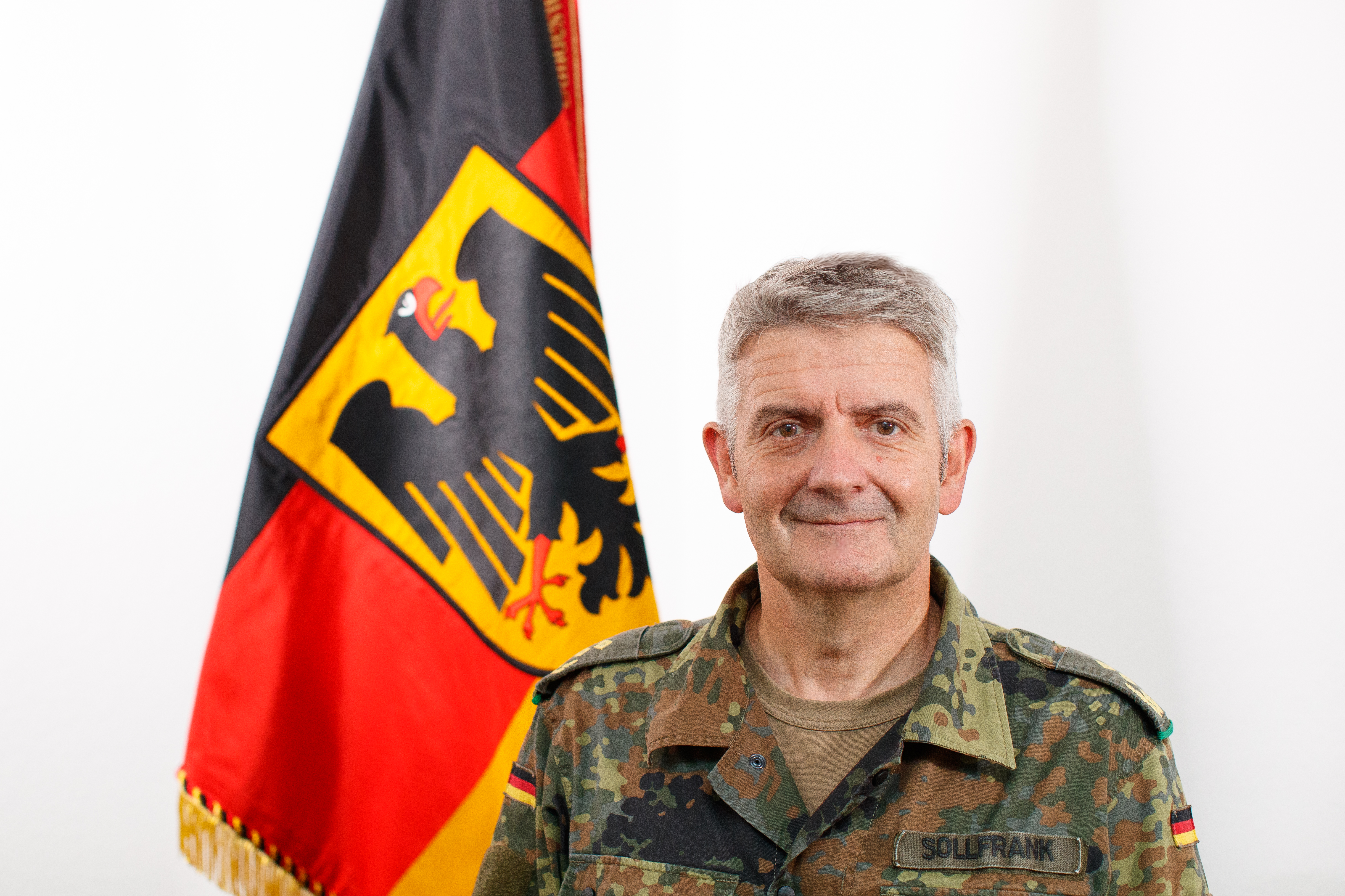
Alexander Sollfrank (2024)

Alexander Sollfrank (* 7. Dezember 1966 in Fürth) ist ein Generalleutnant des Heeres der Bundeswehr und seit dem 1. Oktober 2024 Befehlshaber des Operativen Führungskommandos der Bundeswehr.

## Militärische Laufbahn

### Ausbildung und erste Verwendungen
Sollfrank trat 1986 beim Panzergrenadierbataillon 112 in Regen in die Bundeswehr ein. Von 1988 bis 1989 war er Zugführer im Panzergrenadierbataillon 242 in Feldkirchen, studierte von 1989 bis 1993 Staatswissenschaften an der Universität der Bundeswehr München mit dem Abschluss Diplom-Staatswissenschaftler und nahm an Summer Courses an der University of Texas in Austin teil. Von 1993 bis 1994 war er erneut Zugführer, dieses Mal im Gebirgsjägerbataillon 232 in Bischofswiesen. Daran schloss sich eine Verwendung als Kompaniechef im Jägerlehrbataillon 353 in Hammelburg an. Nach einer kurzen Verwendung als Hörsaalleiter an der Infanterieschule wurde Sollfrank 1998 nach Heidelberg zum Allied Land Forces Central Europe als Adjutant versetzt, bevor er 1999 am 42. Generalstabslehrgang Heer an der Führungsakademie der Bundeswehr in Hamburg teilnahm.

### Dienst als Stabsoffizier
Nach Abschluss der Generalstabsausbildung wurde Sollfrank Dezernent im Bereich Operative Führung im Heeresamt in Köln. Diese Verwendung hatte er bis 2003 inne, danach war er als Planungsstabsoffizier für die Auslandseinsätze auf dem Balkan (SFOR, EUFOR und KFOR) im Einsatzführungskommando der Bundeswehr in Schwielowsee eingesetzt.
Es schloss sich von 2004 bis 2006 eine Verwendung als Referent im Führungsstab des Heeres im Bundesministerium der Verteidigung (BMVg) in Bonn an, von 2006 bis 2009 übernahm er dann als Kommandeur das Gebirgsjägerbataillon 232 in Bischofswiesen. Nachdem er ein Jahr lang als Tutor und Dozent für das Fach Truppenführung die Führungsakademie unterstützt hatte, versetzte man ihn in den Planungsstab des Bundesministers der Verteidigung nach Berlin. Von 2011 bis 2013 war er Abteilungsleiter der Generalstabsabteilung 3 (verantwortlich für Aus- und Weiterbildung) der 10. Panzerdivision in Sigmaringen, und bis zu seiner Verwendung als Brigadekommandeur der Chef des Stabes der Division Spezielle Operationen bzw. Division Schnelle Kräfte.

### Dienst als General
Am 29. Januar 2015 übernahm er von Brigadegeneral Michael Matz das Kommando über die Gebirgsjägerbrigade 23 in Bad Reichenhall und wurde im Juni 2015 zum Brigadegeneral befördert, im Juni 2017 übergab er die Brigade an Oberst Jared Sembritzki. Am 23. Juni 2017 wurde er Nachfolger von Brigadegeneral Dag Baehr als Kommandeur des Kommando Spezialkräfte. Zum 18. Mai 2018 wurde Sollfrank, als Nachfolger von Generalmajor Alfons Mais, Chef des Stabes im Kommando Heer. Sein vorheriges Kommando als Kommandeur des Kommando Spezialkräfte übergab er am 26. Juni 2018 an Oberst Markus Kreitmayr. Im September 2018 wurde Sollfrank zum Generalmajor befördert. Am 11. März 2021 folgte ihm Generalmajor Harald Gante auf dem Dienstposten im Kommando Heer.
Am 17. März 2022 wurde Sollfrank, als Nachfolger von Generalleutnant Jürgen Knappe, Kommandeur des Multinationalen Kommando Operative Führung sowie des Joint Support and Enabling Command der NATO. Damit einhergehend wurde er zum Generalleutnant befördert. Auf diesem Dienstposten folgte ihm im Oktober 2024 Generalleutnant Kai Rohrschneider.
2024 promovierte Sollfrank an der Fakultät für Staats- und Sozialwissenschaften der Universität der Bundeswehr München zum Dr. phil. Erstgutachter war Carlo Masala, Zweitgutachter Sönke Neitzel. In der Dissertation mit dem Titel „Kann ein russischer Angriff auf die baltischen Staaten erfolgreich sein? – Eine Untersuchung im Rahmen einer ‚Campaign Analysis‘“ kommt Sollfrank zu dem Schluss, dass ein russischer Angriff auf die baltischen Staaten erfolgreich geführt werden kann und beschreibt Maßnahmen, um diesen Angriff entgegenzutreten.
Seit dem 1. Oktober 2024 ist Sollfrank der erste Befehlshaber des Operativen Führungskommandos der Bundeswehr.
Im Juli 2025 wurde bekannt, dass Sollfrank zum zweiten Stellvertreter des Generalinspekteurs der Bundeswehr ernannt werden soll.

### Auslandseinsätze
- 1993/1994 UNOSOM II Einsatzoffizier und Zugführer
- 2007 EUFOR Kommandeur ORF-Bataillon
- 2007 KFOR Kommandeur ORF-Bataillon
- 2008/2009 ISAF Kommandeur QRF-Verband

### Auszeichnungen
- Ehrenmedaille der Bundeswehr
- Ehrenkreuz der Bundeswehr in Bronze, Silber und Gold
- Ehrenkreuz der Bundeswehr für besonders herausragende Leistungen in Silber
- UN-Medaille: UNOSOM
- Einsatzmedaille der Bundeswehr KFOR in Bronze und ISAF in Bronze
- NATO-Medaille Non Art 5 KFOR und ISAF

## Privates
Sollfrank ist verheiratet und hat zwei Kinder.